# Stake Land
Stake Land es una película de 2010 estadounidense de vampiros de ambiente post-apocalíptico dirigida por Jim Mickle. 

## Trama
Martín, acompañado de sus padres y su hermano recién nacido, están esperando en un cobertizo a que su padre termine de arreglar su auto. De repente, su mascota sale corriendo y Martín sale en su búsqueda, de pronto a poco metros del cobertizo escucha unos gritos y Martín decide regresar, pero es detenido por el Mr. (señor). Mr. le dice que haga lo que él le dice y podrá vivir, ya  que no podrá hacer nada por sus padres, al volver al cobertizo se dan cuenta de que la madre está muerta y el padre moribundo. Deciden mirar y en el techo y encuentran a un vampiro, quien mata al recién nacido y decide atacarlos, en ese instante Mr. lucha contra él y con la ayuda de Martín le entierra la estaca con un martillazo en el corazón.
Es así como comienza una relación entre Mr. y Martín de aprendiz y maestro, recorriendo todo lo que había sido una vez Estados Unidos, luchando con vampiros y comercializando sus colmillos para la obtención de bienes y servicios, en su larga búsqueda de Nuevo Edén, lugar en el que supuestamente no había vampiros, al norte de USA y Canadá.
A lo largo de su camino se encuentran con una monja que iba a ser violada por unos afiliados a una secta obsesionada con la purificación de la raza y el control total de los territorios. Luego llegan a un bar lleno de cazadores de vampiros donde conocen a una adolescente embarazada que buscaba un lugar seguro para su bebé, y un ex-marine el cual fue atacado y capturado por la misma secta anteriormente mencionada.
La película finaliza con la llegada de Martín y una muchacha de un restaurante al Nuevo Edén, y la partida de Mr. a un lugar más propicio para él, ya que las criaturas habían terminado con las vidas de la monja, el ex marine y la joven embarazada.

## Reparto
- Connor Paolo
- Nick Damici
- Danielle Harris
- Kelly McGillis